# Kerio
El riu Kerio és un riu de Kenya a la província de Rift Valley. És un dels rius més llargs del país. S'origina a prop de l'equador. Passa pel llac Turkana, i les muntanyes Tugen entre d'altres.
Flueix cap al nord a través de la vall de Kerio entre les muntanyes de Tugen i l'escarpament d'Elgeyo. L'escarpa d'Elgeyo s'eleva a més de 1.830 metres per sobre de la vall de Kerio en alguns llocs. El Kerio continua cap al nord, sovint a través de valls profundes i estretes, per entrar al llac Turkana en un delta just al sud del delta format pels rius Turkwel i Lokichar. El Kerio i el Turkwel aporten el 98% de l'aigua del riu que flueix al llac Turkana al territori de Kenya, el qual només representa el 2% de l'entrada total del riu. En els seus cursos baixos, aquests dos rius són estacionals.
Es donen condicions òptimes per a l'agricultura de regadiu al llarg dels rius Turkwel i Kerio. Els plans de reg de Lotubai i Morulem es troben al Kerio. Els principals conreus són el blat de moro i el sorgo, que representen el 80% dels conreus de regadiu, així com gramínies verdes, fesols, plàtans, mangos, taronges i guaiabes.